# Lingua valacca
| 1–5% 5–10% 10–15% | 15–25% 25–35% oltre il 35% |

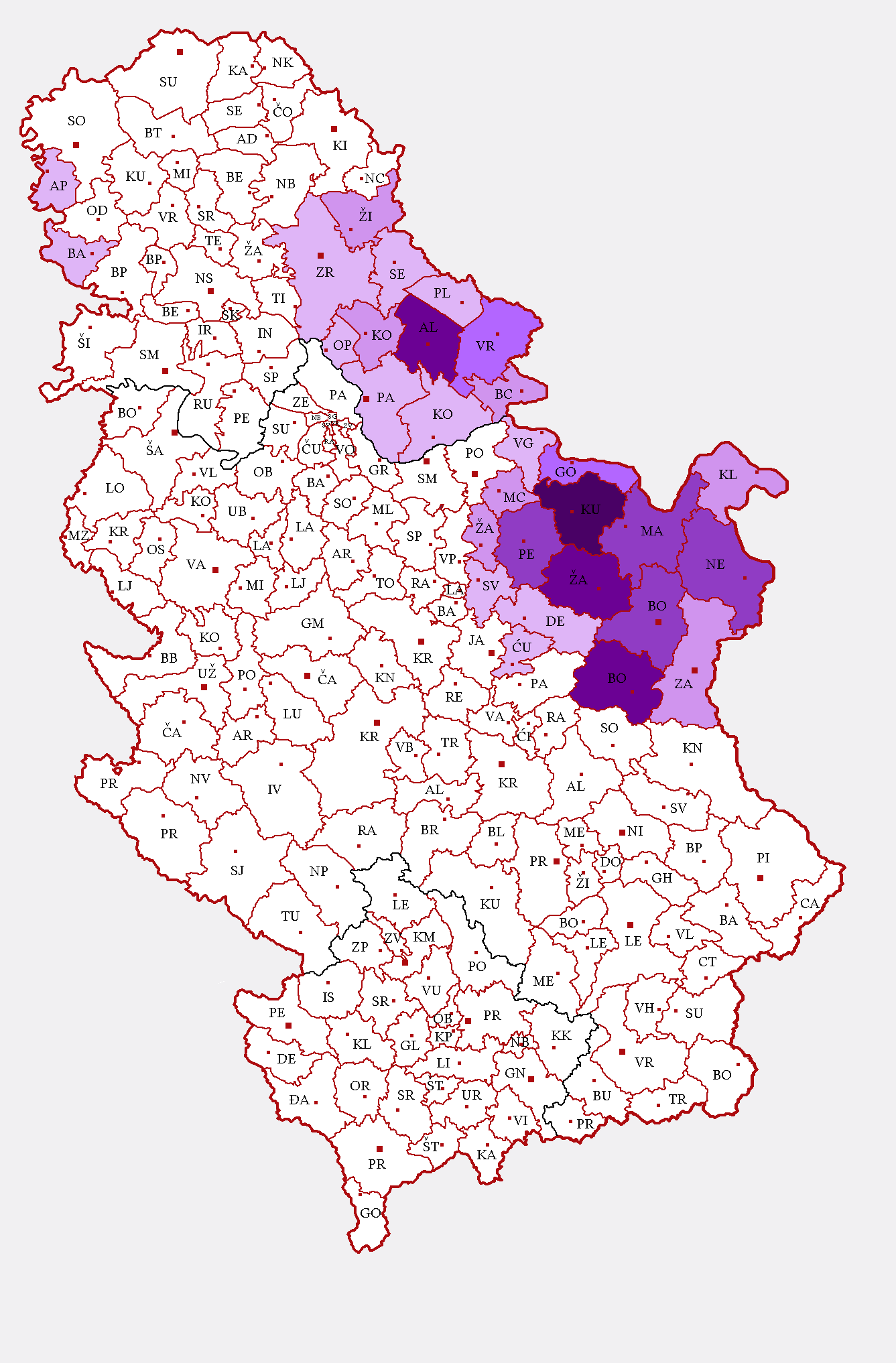
Mappa dei comuni della Serbia in cui il rumeno o il "valacco" sono stati dichiarati come lingua madre nel censimento serbo del 2002.

La lingua valacca (Vlaški jezik in serbo, limba valahă in rumeno, limba armãnã/armãneashti in valacco) è la lingua madre dei Valacchi di Serbia e rappresenta un insieme non codificato di dialetti daco-romeni, appartenenti al gruppo delle lingue romanze orientali.
I Carani, che vivono nelle pianure intorno a Zaječar, Negotin e Kladovo, parlano il dialetto del Timok di Krajina; gli Unguriani, sottogruppo dei Valacchi insediato nelle zone montuose come quelle di Homolje, Zvižd, Stig, Braničevo, Mlava, Resava e Morava, parlano invece il dialetto di Braničevo e Homolje
Le regioni di Porečka Reka e Crnorečje costituiscono una zona dialettale di transizione, la cui popolazione era tradizionalmente chiamata Munćani. Il parlato dei Munćani è molto più vicino a quello degli Unguriani, con i quali condividono più somiglianze rispetto ai Carani. Oltre alle comprensibili differenze lessicali — dovute a due diverse economie, ovvero la pastorizia e l’agricoltura — le differenze più evidenti sono di tipo fonetico:
i Carani usano i suoni č/ć e dž/đ, ma non presentano l’affricata dz né i suoni palatalizzati ś e ź;
gli Unguriani, invece, non usano č e dž, ma possiedono ć, đ, ś, ź e l’affricata dz, che nei Carani è sostituita dal suono z.
Un’altra caratteristica degli Unguriani è l’uso delle forme pră/dă per i preposizioni "po" e "od", mentre nei Carani e nei Munćani queste appaiono come pi/pe/pje e đi/đe rispettivamente.
Particolarità dialettologiche si riscontrano anche nel parlato dei Bufani a Majdanpek e dei Rom a Brodica presso Kučevo e a Lukovo vicino Boljevac.
La lingua rumena è ampiamente parlata in Serbia, dove vive una numerosa popolazione di madrelingua romeni. Questa comunità si suddivide principalmente tra gli Romeni della regione autonoma della Voivodina e i rumeni/valacchi della Valle del Timok, situata nella Serbia centrale.
I valacchi e altri parlanti rumeni del Timok usano varianti arcaiche del dialetto rumeno del Banato e del dialetto oltenoco. Tuttavia, una parte di questa comunità non si identifica etnicamente come romena, e la lingua che parlano non è riconosciuta ufficialmente come rumeno in Serbia. Nel Paese si è tentato di standardizzare una cosiddetta "lingua valacca", utilizzando un alfabeto cirillico, processo che ha suscitato critiche in Romania. Inoltre, i tentativi di introdurre risorse e istruzione in lingua rumena nella regione del Timok sono stati più volte ostacolati dalle autorità serbe.
Nel gennaio 2020, l’Accademia rumena e l’Accademia delle Scienze della Moldavia hanno pubblicato una dichiarazione congiunta, la Declaration on Unity of Romanian Language, in cui condannano ogni tentativo di politicizzazione della lingua rumena.
Nel febbraio successivo, l’Accademia rumena ha rivolto un appello alla Accademia serba delle scienze e delle arti affinché contribuisse alla "normalizzazione della situazione esposta", riferendosi ai tentativi di politicizzare l’uso del rumeno in Serbia.